# Protoplectron venustum
Protoplectron venustum är en insektsart som beskrevs av Gerstaecker 1885. Protoplectron venustum ingår i släktet Protoplectron och familjen myrlejonsländor. Inga underarter finns listade i Catalogue of Life.